# راه دوبانده

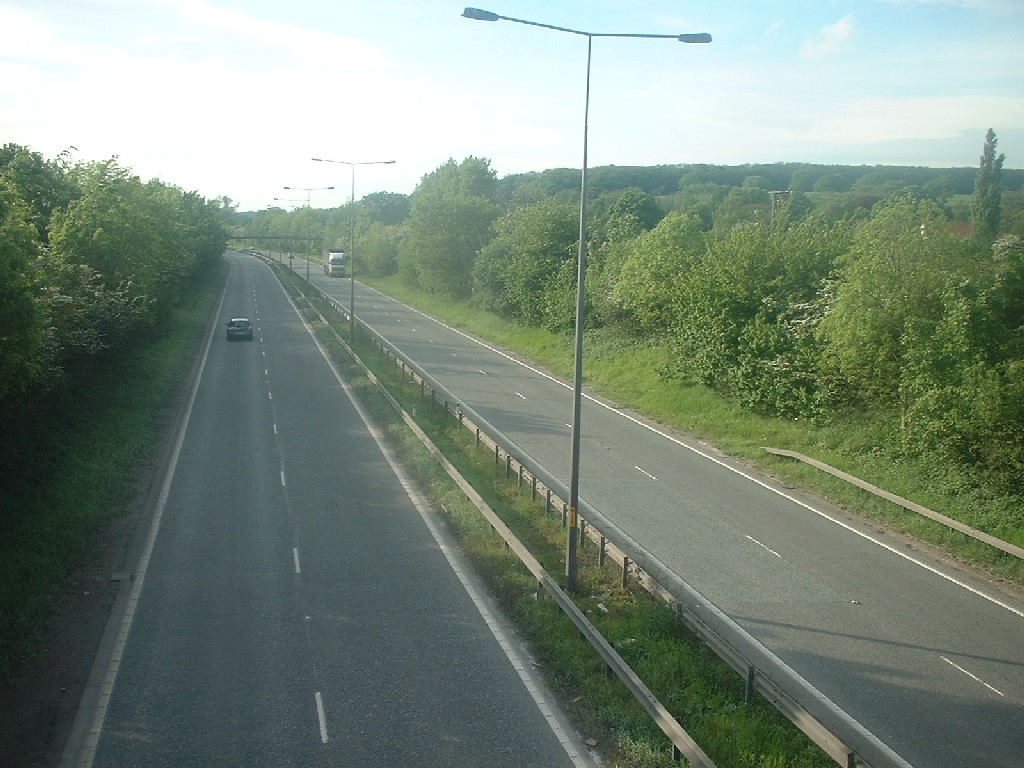
یک راه دوبانده در انگلیس با دو لاین در هر جهت.

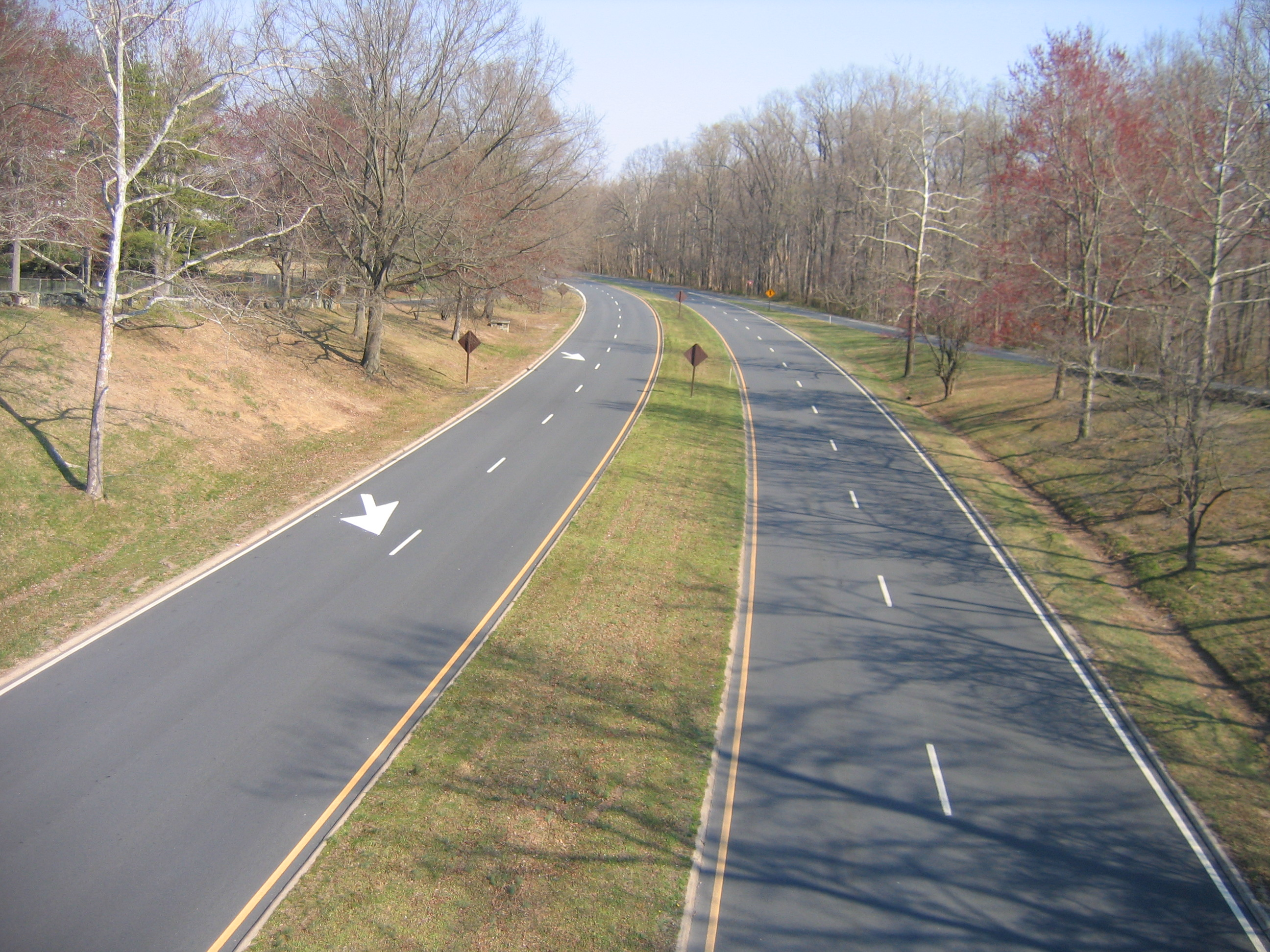
کلارا بارتون پارک وی در خارج از واشنگتن ،

راه دوبانده جاده یا بزرگراهی است که دارای دو باند عبور مستقل و جداشده از هم است. معمولاً حرکت در یک باند در جهت رفت و در باند مخالف در جهت برگشت است.  
یک جاده بدون حایل وسط جاده یک جاده تک بانده محسوب می‌شود. 

## تاریخچه
از قدیمی‌ترین جاده‌های دوبانده می‌تواند به راهی که در قرن اول توسط امپراتور روم کلودیوس بین رم و بندر آن شهر استیا در  تیبرایجاد شده نام برد.

## پیاده سازی

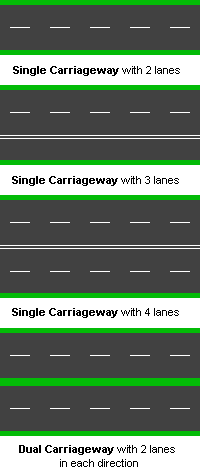
نمودار از انواع جاده ها در انگلستان

### بریتانیا
در انگلستان اگر چه عبارت دوبانده به هر جاده ای با جداکننده وسط گفته می‌شود اما به عنوان یک اصطلاح برای مسیرهای اصلی مورد استفاده قرار می‌گیرد  

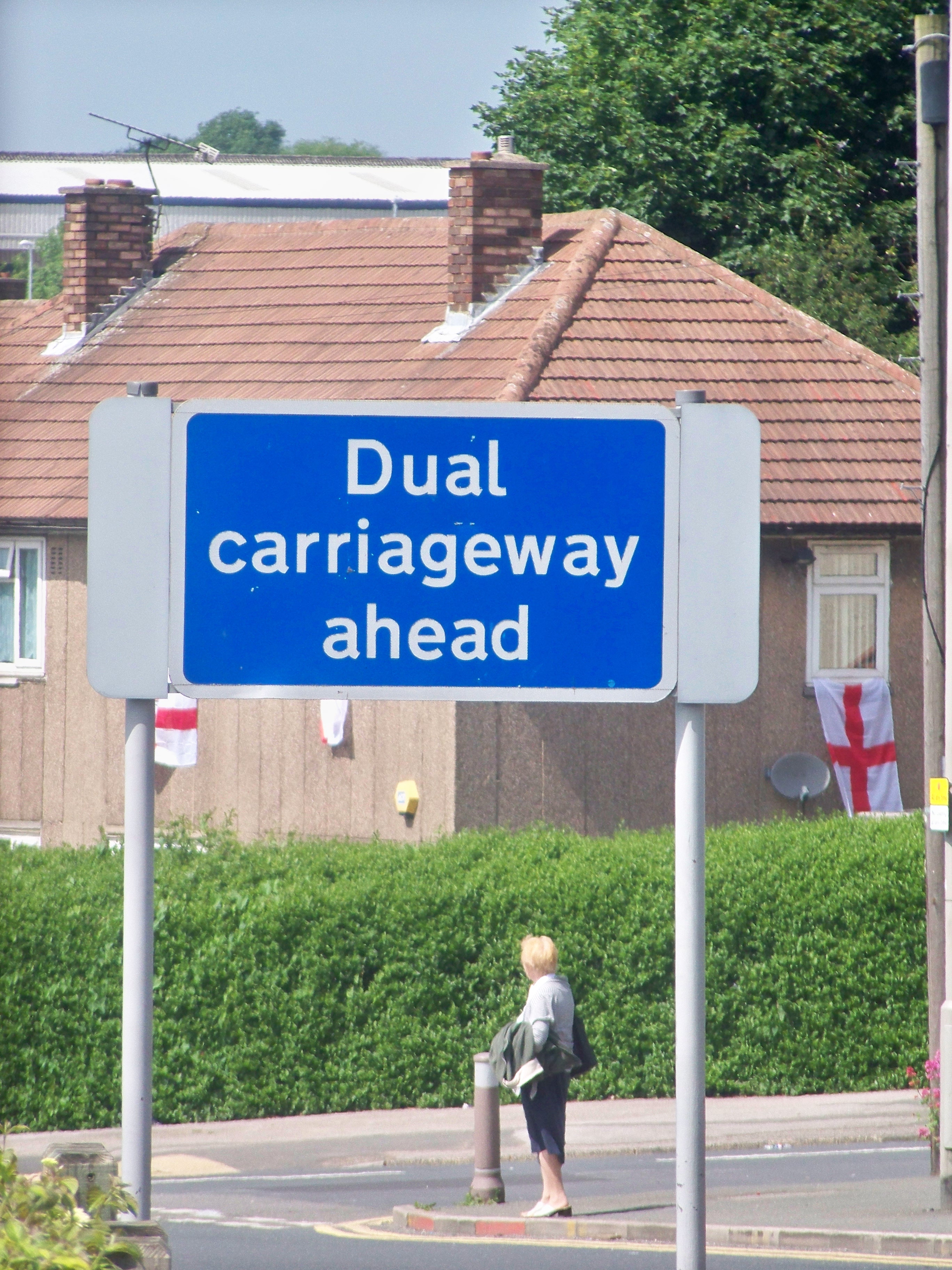
جاده دوبانده می شود.

## نگارخانه

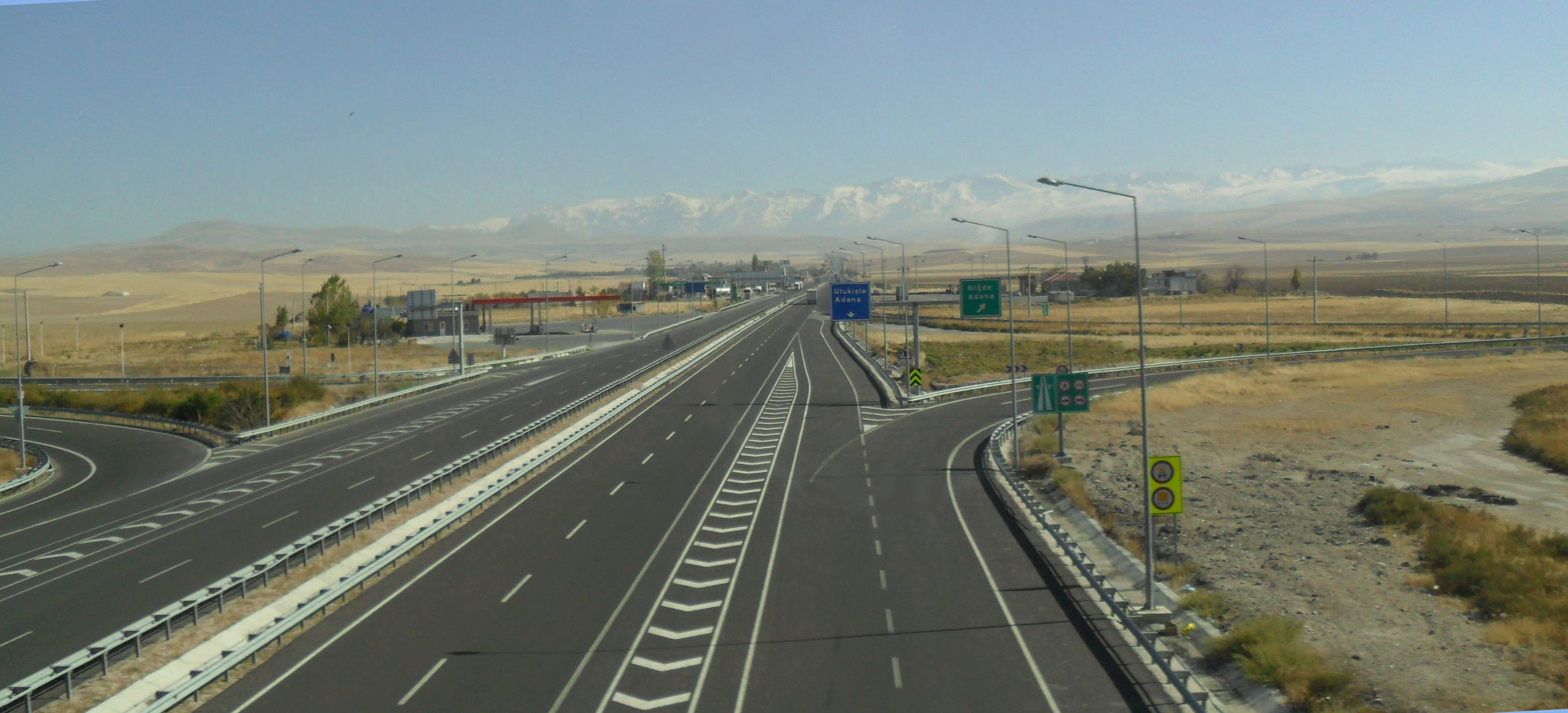

## همچنین نگاه کنید
- آزادراه
- راه تک بانده
- باند عبور